# Bartın (pokrajina)
Pokrajina Bartın (turski: Bartın ili) je jedna od 81 turskih pokrajina koja se nalazi na sjeveru Turske. Prema podacima iz 2010., u pokrajini živi 187 758 stanovnika.
Pokrajina nosi ime po glavnom gradu provincije - Bartınu.

## Geografske karakteristike
Bartın je izuzetno mala pokrajina od svega 2 120 km², koja leži duž obala Crnog mora, na sjeveru zemlje.

## Administrativna podjela
Pokrajina Bartın administrativno je podjeljena na 4 okruga (ilçeler);
| - Amasra - Bartın | - Kurucaşile - Ulus |

## Vanjske poveznice
- Službene stranice pokrajine (tur.)